# Ado Kraemer
Adolf Herrmann Rudolf Ferdinand Kraemer, bekannt als Ado Kraemer (* 23. März 1898 in Büdingen; † 25. Juni 1972 in Berlin), war ein deutscher Schachkomponist und Weinkenner. Er benutzte manchmal das Pseudonym Erna Quick.
Sein Vater, der Gymnasiallehrer Karl Friedrich Adolf Kraemer (1868–1947), war ein Sohn des Agrarwissenschaftlers Adolf Kraemer.

## Leben

### Bis 1933
Kraemer besuchte das Wolfgang-Ernst-Gymnasium in Büdingen, das er am 8. Juni 1915 mit der Kriegsreifeprüfung abschloss. Er nahm von 1915 bis 1918 als Kriegsfreiwilliger am Ersten Weltkrieg an der deutschen Westfront beim Fuß-Artillerie-Regiment Nr. 3 (Mainz) teil und wurde Reserve-Offizier. Seit 1919 war er Mitglied der Landsmannschaft Darmstadtia Gießen. Ebenfalls seit 1919 war Kraemer in der völkischen Bewegung aktiv; er war Mitglied der antisemitischen Vereinigungen Organisation Consul und Deutschvölkischer Schutz- und Trutzbund. Nach Abschluss seines landwirtschaftlichen Studiums mit Zusatzexamen für Tierzuchtinspektoren an der Universität Gießen und eines Studiums der Rechtswissenschaft arbeitete Ado Kraemer als Landestierzuchtinspektor in Detmold-Lippe und war Leiter der Reit- und Fahrschule Lopshorn. Ab 1932 war er in Berlin Geschäftsführer beim Reichsbund Deutscher Diplomlandwirte. Zum 1. April 1932 trat er der NSDAP bei (Mitgliedsnummer 1.053.145).

### Nationalsozialismus
Ado Kraemer war auch Mitglied der SS (SS-Nummer 75.536), bis 1937 wurde er SS-Obersturmführer und am 11. September 1938 zum SS-Hauptsturmführer ernannt. Ab 1939 war er Regierungsrat in Karlsbad, und nach einem Einsatz im Westfeldzug ab 1942 Oberregierungsrat und Oberlandwirtschaftsschulrat in Posen. Kraemer wurde mehrfach im Krieg verletzt. Nach Kriegsende wurde er interniert und 1948 entlassen.

### Weinfunktionär
In den 1950er Jahren wurde Kraemer Vorstandsmitglied im Fränkischen Weinbauverband und wurde Mitbegründer des Vereins Frankenwein-Frankenland. Mit Heribert Schenk (Redakteur des Volksblatt in Würzburg) begann er Die Deutsche Bocksbeutelkunde, deren Schriftführer er zunächst war. Das Frankenweinschild in Gold wurde ebenfalls von Kraemer geschaffen. Er setzte sich für den Einsatz und die Wahl fränkischer Weinköniginnen ein.
Für seine Verdienste in diesem Bereich wurde er mehrfach ausgezeichnet, so wurde er etwa mit der Frankenwein-Medaille in Gold, der Staatsmedaille des Bayerischen Staatsministers für Ernährung, Landwirtschaft und Forsten in Silber sowie der Max-von-Eyth-Plakette geehrt.

## Schach
Ado Kraemer spielte Schach im 1900 gegründeten Detmolder Schachverein „Paulsen“, bis er 1926 zu den 14 Gründungsmitgliedern des Schachklubs „Turm“ in Lage gehörte. Dort war er bis 1930 Spielleiter und Pressewart und wechselte 1931 zurück nach Detmold.
Kraemer schuf zahlreiche Kompositionen und arbeitete häufig mit Erich Zepler zusammen, mit dem ihn eine enge Freundschaft verband, die trotz Zeplers Judentum auch noch nach der Zeit des Nationalsozialismus bestand. 1952 wurden beide gemeinsam Ehrenmitglieder der Problemschachvereinigung Schwalbe, da sie „gemeinhin als die beiden größten damals lebenden Komponisten der Neudeutschen Schule [… und] leidenschaftliche Verfechter der Auffassung vom Kunstcharakter des Schachproblems“ galten.
Nachfolgend eine der wenigen von ihm komponierten Studien, die ebenfalls ein Gemeinschaftswerk ist.
|   | a | b | c | d | e | f | g | h |   |
| 8 |   |   |   |   |   |   |   |   | 8 |
| 7 |   |   |   |   |   |   |   |   | 7 |
| 6 |   |   |   |   |   |   |   |   | 6 |
| 5 |   |   |   |   |   |   |   |   | 5 |
| 4 |   |   |   |   |   |   |   |   | 4 |
| 3 |   |   |   |   |   |   |   |   | 3 |
| 2 |   |   |   |   |   |   |   |   | 2 |
| 1 |   |   |   |   |   |   |   |   | 1 |
|   | a | b | c | d | e | f | g | h |   |

Lösung:

Die Drohung 1. … b1D ist nur mit einem Spieß der umgewandelten weißen Dame zu parieren. Weshalb aber der weiße König im Schlüsselzug gerade in die Ecke zieht, wird erst nach einigen weiteren Zügen ersichtlich.

1. Kb8–a8! Lg1–h2

2. g2–g3 Lh2xg3

3. f3–f4 Lg3xf4

4. e4–e5 Lf4xe5

5. d5–d6 Le5xd6

6. b7–b8D(T)+ Ld6xb8

7. c6–c7 Lb8xc7 patt oder Kb6xc7 patt

## Werke
Schach:
- mit Erich Zepler: Im Banne des Schachproblems: Ausgewählte Schachkompositionen. Walter de Gruyter & Co., Berlin 1951 (3. Aufl. 1982, ISBN 3-11-008104-0)
- mit Erich Zepler: Problemkunst im 20. Jahrhundert. Walter de Gruyter & Co., Berlin 1957

Wein:
- Das Frankenwein-Jahrbuch 1954/55. Fränkischer Weinverband Würzburg 1954
- Weinfrohes Franken. Frankenwein-Jahrbuch 1956/57. Pius Halbig, Würzburg 1955
- Im Lande des Bocksbeutels. Pius Halbig, Würzburg 1956
- Bocksbeutel-Almanach. Frankenwein-Frankenland, Würzburg 1962
- Frag den Wein: ein Brevier für Weinfreunde. Universitätsdruckerei H. Stürtz 1963
- Das Bocksbeutelbuch. Universitätsdruckerei H. Stürtz 1964
- Escherndorf und seine Weine. Universitätsdruckerei H. Stürtz 1964
- Greif zum Glase. Universitätsdruckerei H. Stürtz 1965
- Glas für Glas. Universitätsdruckerei H. Stürtz 1969.